# Гуменюк Юрій Миколайович
Ю́рій Микола́йович Гуменю́к — майор Збройних сил України, учасник російсько-української війни.

## Життєпис
2004 року був у складі миротворчого контингенту в Іраці.
З 25 травня по 8 вересня 2014 року брав участь у бойових діях на сході України в складі 24-ї механізованої бригади.
Заступник військового комісара-начальник мобілізаційного відділення Яворівського райвійськкомату.
2 лютого 2017-го серце раптово зупинилося.
Похований у Путилі. Без Юрія лишились дружина та син 2004 р.н.

## Нагороди
19 липня 2014 року — за особисту мужність і героїзм, виявлені у захисті державного суверенітету та територіальної цілісності України, вірність військовій присязі під час російсько-української війни, відзначений — нагороджений орденом Богдана Хмельницького III ступеня.